# Люблінський департамент
51°14′00″ пн. ш. 22°34′00″ сх. д. / 51.2333° пн. ш. 22.5667° сх. д.
Люблінський департамент (пол. departament lubelski) — адміністративно-територіальна одиниця Варшавського герцогства у 1810—1815 роках. Адміністративним центром був Люблін.

## Історія
Терени майбутнього департаменту після третього поділу Речі Посполитої 1795 року перебували у складі Австрійської імперії. Проте внаслідок перемог польського війська над австрійським у 1809 році, ці землі відійшли Варшавському герцогству, що постало в 1807 році як васал Французької імперії Наполеона Бонапарта. Люблінський департамент створено розпорядженням від 24 лютого 1810 року на землях, які до 1795 року здебільшого входили до колишнього Люблінського воєводства Речі Посполитої. Площа департаменту становила 250 миль². У 1812—1813 роках, після поразки та відступу наполеонівських військ, російські війська окупували Варшавське герцогство, яке після Віденського конгресу 1814—1815 років включене до складу Російської імперії як напівавтономне Королівство Польське. Згідно з розпорядженням намісника Королівства Польського Юзефа Зайончека від 16 січня 1816 року було скасовано старий адміністративний поділ на департаменти, натомість утворено воєводства, серед яких було Люблінське воєводство.

## Адміністративний устрій

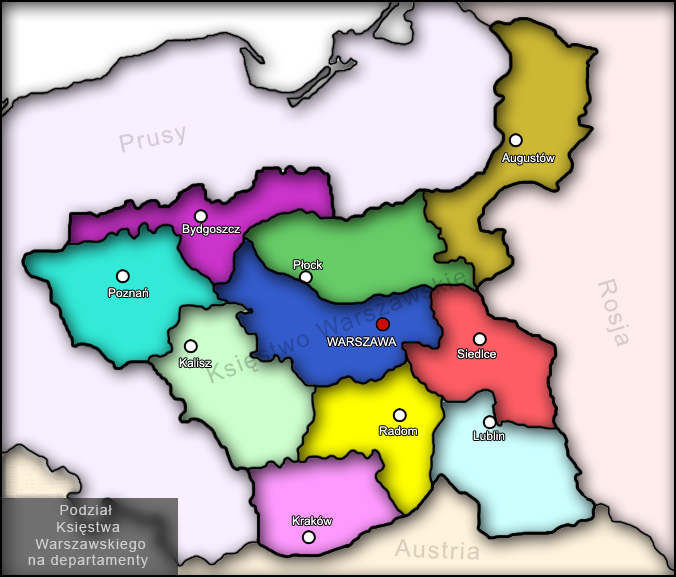
Поділ Варшавського герцогства на департаменти в 1810—1815 роках

Департамент поділявся на 11 повітів:
| Повіт                 | Населення |
| --------------------- | --------- |
| Казимирський повіт    | 42 435    |
| Любартівський повіт   | 40 794    |
| Володавський повіт    | 41 046    |
| Холмський повіт       | 37 269    |
| Люблінський повіт     | 37 396    |
| Красницький повіт     | 41 312    |
| Красноставський повіт | 48 202    |
| Грубешівський повіт   | 43 659    |
| Томашівський повіт    | 49 626    |
| Замостський повіт     | 52 453    |
| Тарногородський повіт | 45 520    |
| Разом                 | 479 712   |

## Населення
Населення департаменту становило 479 712 осіб.